# Showbiz (Album)
Showbiz ist das erste Studioalbum der britischen Rockband Muse. Mit dem 1999 erschienenen Album schaffte es Muse, auf sich aufmerksam zu machen. Die international bekannte Single Muscle Museum ist auf diesem Album enthalten.
Trotz zweier zuvor erfolgreich veröffentlichter EPs fanden sie in Großbritannien keine Plattenfirma. So wurde die Band Ende 1998 von der US-amerikanischen Firma Maverick Records gezeichnet. Als Produzent für das Album wurde John Leckie verpflichtet, der mit Radiohead an The Bends gearbeitet hatte. Nicht zuletzt deshalb wird dem Album eine starke Beeinflussung durch Radiohead nachgesagt und Muse musste sich oft mit ihnen vergleichen lassen. Das Album ist zu großen Teilen vom aggressiven Stil der Band geprägt. Bellamys oft „angstvolle Stimme, esoterische Texte und einschneidende Brüche in der Schalldynamik“ verweisen auf die harte Zeit in Teignmouth, als die Band sich etablieren wollte. Nach der Veröffentlichung des Albums trat die Band im Vorprogramm von Bands wie Red Hot Chili Peppers oder den Foo Fighters auf. Bei diesen Konzerten in den USA spielte die Band vor bis zu 20.000 Zuschauern. Mit Auftritten bei europäischen Festivals, aber auch Konzerten in Japan und Australien erspielte sich die Gruppe eine beträchtliche Fangemeinde.

## Titelliste
1. Sunburn – 3:54
2. Muscle Museum – 4:23
3. Fillip – 4:01
4. Falling Down – 4:34
5. Cave – 4:46
6. Showbiz – 5:16
7. Unintended – 3:57
8. Uno – 3:38
9. Sober – 4:04
  - Spiral Static (Bonustrack zwischen Sober and Escape auf der japanischen Veröffentlichung) – 4:44
10. Escape – 3:31
11. Overdue – 2:26
12. Hate This & I’ll Love You – 5:09

## Kommerzieller Erfolg

### Chartplatzierungen
| ChartsChartplatzierungen     | Höchstplatzierung | Wochen |
| ---------------------------- | ----------------- | ------ |
| Vereinigtes Königreich (OCC) | 29 (46 Wo.)       | 46     |

### Auszeichnungen für Musikverkäufe
| Land/Region                  | Auszeichnungen für Musikverkäufe (Land/Region, Auszeichnung, Verkäufe) | Verkäufe |
| ---------------------------- | ---------------------------------------------------------------------- | -------- |
| Australien (ARIA)            | Gold                                                                   | 35.000   |
| Belgien (BRMA)               | Gold                                                                   | 25.000   |
| Niederlande (NVPI)           | Gold                                                                   | 40.000   |
| Vereinigtes Königreich (BPI) | Platin                                                                 | 500.000  |
| Insgesamt                    | 3× Gold · 1× Platin ·                                                  | 600.000  |

Hauptartikel: Muse (Band)/Auszeichnungen für Musikverkäufe